# うんばば中尾
うんばば中尾（うんばばなかお）（1965年10月6日 - ）は、熊本県を拠点に活動するローカルタレント。本名：中尾貴俊。熊本市中央区上通町10-21　MGビル2階 Sweets Marie（スイーツマリー）のオーナー

## 略歴・人物
熊本市出身。1988年頃よりタレント活動を始める（2008年に芸歴20周年）。「うんばば」という芸名はドラム（太鼓）のリズム音に由来する。
一時テレビのローカルワイド番組で司会を務めていた頃、飲酒運転による事故を起こし、逮捕はされなかったがそれがもとで全ての仕事を失う事態となった。それもあり現在は出演番組や熊本県警察の要請等による講演会で自らの経験を語り、飲酒運転撲滅のための活動を積極的に行っている。そのことはNHK熊本放送局も2010年に取材し、ニュース番組等で報じた。

## 過去の出演番組

### テレビ
- いまどきマガジン!タングラム（熊本放送）

### ラジオ
いずれも当時のFM中九州。
- YOU GOTTA LIVE SOUND PARADISE（1989年4月 - 1995年3月）
- コミュニティBOX!'89（1989年4月 - 1990年9月）
- FMKランチタイムジャック（1994年4月 - 1997年3月）
- うんばば中尾のバイクアドベンチャー（1995年4月 - ）
- うんばば中尾のやるざんす（1997年4月 - ）

### 取材対象として
いずれもNHK
- 「クマロク!」など九州・沖縄の夕方ニュース「追放!飲酒運転」（2010年8月）
- 九州沖縄インサイド「飲酒運転をなくせ〜3児死亡事故から4年〜」（2010年8月27日、上の絡みで）